# Jules Gosselet

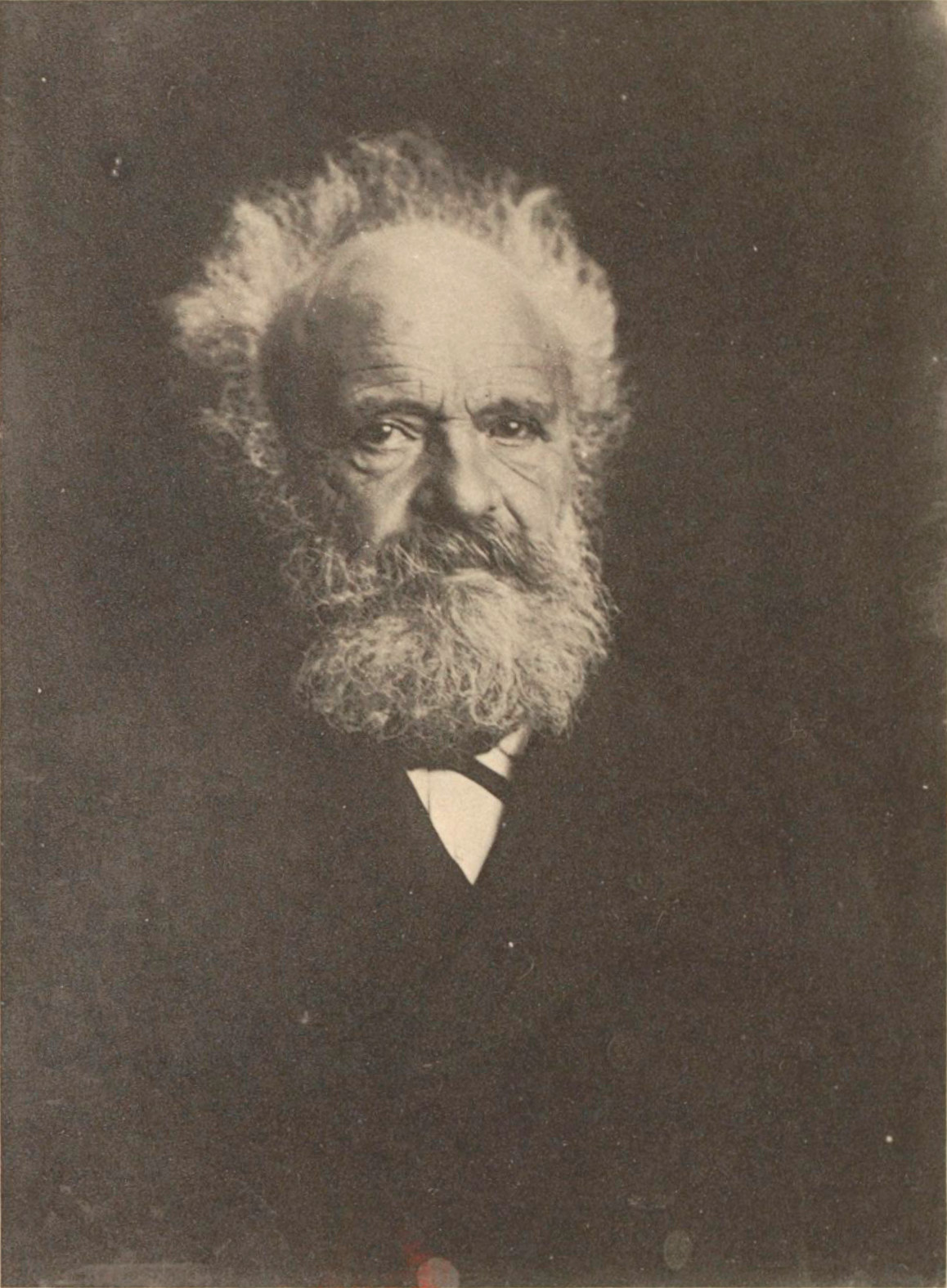
Jules Gosselet.

Jules Gosselet, född den 19 april 1832 i Cambrai, död den 20 mars 1916 i Lille, var en fransk geolog och paleontolog. 
Efter förslag från Heinrich Ernst Beyrich, Ferdinand von Roemer och Justus Roth invaldes han 1862 i Deutsche Geologische Gesellschaft. År 1870 grundade han det ännu existerande Société géologique du Nord. År 1882 tilldelades han Murchisonmedaljen av Geological Society of London. År 1913 blev han ledamot av Académie des sciences.